# Rhynchothorax articulatus
Rhynchothorax articulatus is een zeespin uit de familie Rhynchothoracidae. De soort behoort tot het geslacht Rhynchothorax. Rhynchothorax articulatus werd in 1968 voor het eerst wetenschappelijk beschreven door Stock. 